# Chown
chown 명령어는 유닉스 계통 시스템에서 파일의 소유권을 바꾸기 위해서(change the owner of a file) 사용된다. 대부분의 경우, 이것은 오직 슈퍼 사용자만이 실행할 수 있다. 그들이 소유하고 있는 파일의 그룹을 바꾸고 싶어하는 권한이 없는 (일반적인) 사용자들은 chgrp을 사용해야 한다.

## 사용법
chown 명령어에 대한 일반적인 구성은 다음과 같다:
```
chown [-R] [
user
][:
group
] 
target1
 [
target2
 ..]
```

- 선택적인 user 변수는 target들의 소유권을 가질 수 있는 새로운 사용자들을 표시한다.
- 선택적인 group 변수(이는 반드시 콜론 :을 접두사로 가진다)는 target들이 관련되어 있는 그룹을 표시한다.
- target 변수들은 사용자나 그룹들이 바뀔 수 있는 파일들이나 디렉터리들을 표시한다.
- 폭넓게 적용되는 옵션인 -R은 명명되는 모든 target 디렉터리와 그 안에 들어 있는 파일들에 대해서 순환적인 변화를 지정한다.

### 참고 사항
- user 이나 group 중 하나는 반드시 지정되어야 한다. chown 명령어는 적어도 그런 변수들 중 하나라도 없는 경우에는 올바르게 실행되지 않는다.
- user 그리고 group 변수들은 상징적인 이름이나 식별자(즉, 사용자 ID이거나 그룹 ID)가 될 수 있다.

## 사용 예시들
다음 명령어들은 반드시 루트 권한으로 실행되어야 함에 주의해야 한다.
```
$ chown root /var/run/httpd.pid
```

/var/run/httpd.pid의 소유권을 'root'(슈퍼 사용자를 위한 표준 이름)으로 바꾸기.
```
$ chown rob:developers strace.log
```

strace.log의 소유권을 'rob'으로, 그리고 그룹 식별자를 'developers'로 바꾸기
```
$ chown nobody:nobody /tmp /var/tmp
```

/tmp 와 /var/tmp의 소유권을 ‘nobody’으로 바꾸기(좋은 생각은 아님)
같은 타겟들과 연관된 그룹들을 그룹 'nobody'(전통적으로 'nobody' 사용자의 그룹)로 바꾸기
```
$ chown :512 /home
```

/home의 그룹 식별자를 512 (그룹 이름이 식별자 512로 연관이 있든지 없든지 간에)로 바꾸기
```
$ chown -R us base
```

base의 소유권을 사용자 us로 바꾸고 이것을 순환적으로 만든다(-R).

## 같이 보기
- chmod
- chgrp